# Club Deportivo San Marcial
El Club Deportivo San Marcial es un club de fútbol de la localidad de Lardero (La Rioja) España. Fue fundado en 1975, y juega en la grupo XVI de la Tercera Federación tras su ascenso en la temporada 2024-25.

## Historia
El Club Deportivo San Marcial fue fundado en el año 1975, jugando en las categorías regionales hasta la temporada 2001-02 cuando consiguió el ascenso a la Tercera División tras superar la fase de ascenso existente en aquellos años en la Regional Preferente de La Rioja.
El equipo larderano se mantuvo durante 11 temporadas en Tercera División, creciendo sus categorías inferiores de forma paralela al boom poblacional vivido por la localidad de Lardero durante la primera década del siglo XXI, cuando duplicó la población entre 2001 y 2011. Además, se creó un sección de fútbol-sala que se desarrolló rápidamente.
En la temporada 2013-14 el C. D. San Marcial descendió a Preferente en lo que supuso un intervalo de una temporada de ausencia en la Tercera División. Finalmente, tras dos temporadas más en categoría nacional el club larderano descendió a Preferente en la temporada 2016-17, donde compitió hasta la temporada 2024-25 en la que consiguió el ascenso a Tercera Federación.

## Uniforme
- Primera equipación: Camiseta blanca con franja horizontal roja, pantalón rojo y medias rojas.
- Segunda equipación: Camiseta gris, pantalón gris y medias grises.

## Estadio
El San Marcial juega sus partidos como local en el estadio municipal Ángel de Vicente, con capacidad para 750 personas.

## Palmarés
| Competición regional                  | Títulos       | Subcampeonatos                               |
| ------------------------------------- | ------------- | -------------------------------------------- |
| Regional Preferente de La Rioja (1/5) | 2023-24 (G3). | 1991-92, 1999-00, 2001-02, 2014-15, 2024-25. |
| Segunda Regional de Navarra (1/0)     | 1976-77.      |                                              |

## Datos del club
- Temporadas en Primera División: 0
- Temporadas en Segunda División: 0
- Temporadas en Segunda División B: 0
- Temporadas en Tercera División: 15
- Mejor puesto en la liga: 8.º en Tercera División de España (temporada 2008-09)

## Trayectoria

### Histórico de temporadas
| Temporada | División     | Puesto |
| --------- | ------------ | ------ |
| 1973-74   | 3.ª Regional | 6.º    |
| 1974-75   | 2.ª Regional | 9.º    |
| 1975-76   | 2.ª Regional | 6.º    |
| 1976-77   | 2.ª Regional | 1.º    |
| 1977-78   | 1.ª Regional | 8.º    |
| 1978-79   | 1.ª Regional | 4.º    |
| 1979-80   | 1.ª Regional | 14.º   |
| 1980-81   | 1.ª Regional | 9.º    |
| 1981-82   | 1.ª Regional | 9.º    |
| 1982-83   | 1.ª Regional | 7.º    |
| 1983-84   | 1.ª Regional | 10.º   |
| 1984-85   | 1.ª Regional | 6.º    |
| 1985-86   | 1.ª Regional | 3.º    |
| 1986-87   | Preferente   | 10.º   |
| 1987-88   | Preferente   | 6.º    |
| 1988-89   | Preferente   | 6.º    |
| 1989-90   | Preferente   | 7.º    |
| 1990-91   | Preferente   | 11.º   |

| Temporada | División        | Puesto |
| --------- | --------------- | ------ |
| 1991-92   | Preferente      | 2.º    |
| 1992-93   | Preferente      | 6.º    |
| 1993-94   | Preferente      | 11.º   |
| 1994-95   | Preferente      | 12.º   |
| 1995-96   | Preferente      | 12.º   |
| 1996-97   | Preferente      | 3.º    |
| 1997-98   | Preferente      | 5.º    |
| 1998-99   | Preferente      | 4.º    |
| 1999-00   | Preferente      | 2.º    |
| 2000-01   | Preferente      | 3.º    |
| 2001-02   | Preferente      | 2.º    |
| 2002-03   | 3ª (Grupo XV)   | 10.º   |
| 2003-04   | 3.ª (Grupo XV)  | 16.º   |
| 2004-05   | 3.ª (Grupo XVb) | 10.º   |
| 2005-06   | 3.ª (Grupo XVb) | 13.º   |
| 2006-07   | 3ª (Grupo XVI)  | 11.º   |
| 2007-08   | 3ª (Grupo XVI)  | 12.º   |
| 2008-09   | 3ª (Grupo XVI)  | 8.º    |

| Temporada | División             | Puesto |
| --------- | -------------------- | ------ |
| 2009-10   | 3ª (Grupo XVI)       | 10.º   |
| 2010-11   | 3ª (Grupo XVI)       | 15.º   |
| 2011-12   | 3ª (Grupo XVI)       | 16.º   |
| 2012-13   | 3ª (Grupo XVI)       | 14.º   |
| 2013-14   | 3ª (Grupo XVI)       | 17.º   |
| 2014-15   | Preferente           | 2.º    |
| 2015-16   | 3ª (Grupo XVI)       | 12.º   |
| 2016-17   | 3.ª (Grupo XVI)      | 19.º   |
| 2017-18   | Preferente           | 8.º    |
| 2018-19   | Preferente           | 8.º    |
| 2019-20   | Preferente           | 5.º    |
| 2020-21   | Preferente           | 8.º    |
| 2021-22   | Preferente           | 16.º   |
| 2022-23   | Preferente           | 5.º    |
| 2023-24   | Preferente (G3)      | 1.º    |
| 2024-25   | Preferente           | 2.º    |
| 2025-26   | 3.ª Fed. (Grupo XVI) |        |

LEYENDA
```
 :Ascenso de categoría

 :Descenso de categoría
```